# Wełnica (województwo zachodniopomorskie)
Wełnica (niem. Neue Walkmühle) – osada w Polsce położona w województwie zachodniopomorskim, w powiecie drawskim, w gminie Czaplinek. W latach 1975–1998 miejscowość administracyjnie należała do województwa koszalińskiego. W roku 2007 osada liczyła 51 mieszkańców. Miejscowość wchodzi w skład sołectwa Łazice.

## Geografia
Osada leży ok. 3 km na południowy zachód od Łazic, ok. 800 m na północny wschód od drogi wojewódzkiej nr 163.